# Christopher Bailey
Christopher Bailey (Atlanta, 29 de mayo de 2000) es un deportista estadounidense que compite en atletismo, especialista en las carreras de velocidad.
Participó en los Juegos Olímpicos de París 2024, obteniendo una medalla de oro en la prueba de 4 × 400 m. Ganó tres medallas en el Campeonato Mundial de Atletismo en Pista Cubierta, en los años 2024 y 2025.
Estudió el grado de Kinesiología en la Universidad de Arkansas.

## Palmarés internacional
| Juegos Olímpicos                     | Juegos Olímpicos      | Juegos Olímpicos | Juegos Olímpicos |
| Año                                  | Lugar                 | Medalla          | Prueba           |
| ------------------------------------ | --------------------- | ---------------- | ---------------- |
| 2024                                 | París (Francia)       | Medalla de oro   | 4 × 400 m        |
| Campeonato Mundial en Pista Cubierta |                       |                  |                  |
| Año                                  | Lugar                 | Medalla          | Prueba           |
| 2024                                 | Glasgow (Reino Unido) | Medalla de plata | 4 × 400 m        |
| 2025                                 | Nankín (China)        | Medalla de oro   | 400 m            |
| 2025                                 | Nankín (China)        | Medalla de oro   | 4 × 400 m        |